# 以马内利联合归正教会
以马内利联合归正教会（英語：Emmanuel United Reformed Church）位于英格兰剑桥市中心的特兰平顿街，原属公理会，1972年加入联合归正教会。

## 历史
该堂成立于1687年，名为霍格山独立教会（Hog Hill Independent Church），当时的建筑仍存在，现在是老音乐学校。从1691年起牧师是约瑟夫·赫西。在目前的建筑的后殿的花窗玻璃上有他和约翰·格林伍德、亨利·巴罗、奥利弗·克伦威尔，约翰·米尔顿和弗朗西斯·霍尔克罗夫特。赫西的会众在1696年分裂，一些人在格林街聚会，在他去伦敦后，1721年，另一批人分裂，后来成立圣安德鲁街浸信会教堂。18世纪后期教堂在原址重建，1790年命名为以马内利公理会礼拜堂1874年，他们搬到特兰平顿街由詹姆斯·丘比特设计
的新教堂，老教堂则用作贝尔福女子生物实验室，供剑桥大学的理科女生使用。

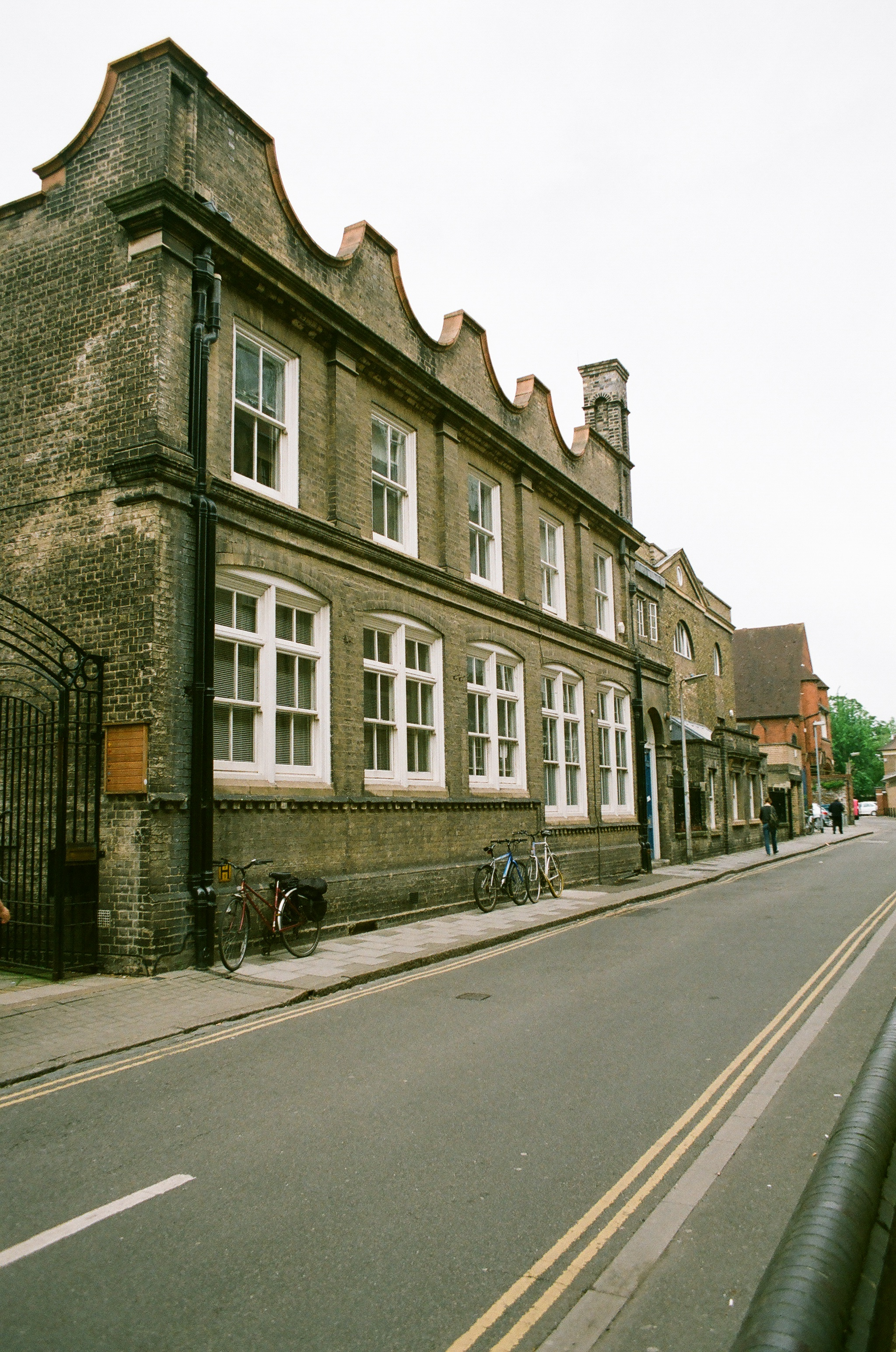
霍格山礼拜堂